# 치르치크

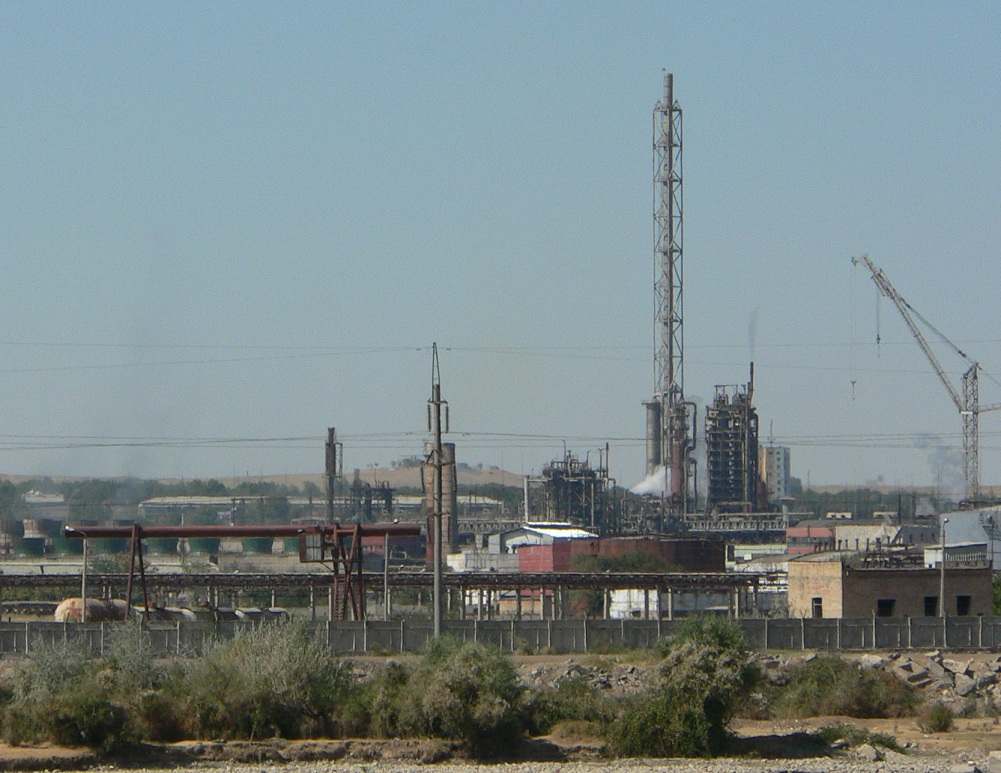
치르치크의 공장

치르치크(우즈베크어: Chirchiq, Чирчиқ, 러시아어: Чирчик)는 우즈베키스탄 타슈켄트주의 도시로 인구는 145,600명(1999년 기준)이다. 타슈켄트에서 북동쪽으로 약 32km 정도 떨어진 곳에 위치한다.